# Premio Nelly Sachs
Il premio Nelly Sachs è un premio letterario dato ogni due anni dalla città tedesca di Dortmund. Prende il nome dalla poetessa ebrea Nelly Sachs, il premio include un premio in denaro di 15000 €. Si onorano autori per i contributi letterari eccezionali alla promozione della comprensione tra i popoli.

## Albo d'oro
| Anno | Premiato                   | Paese          |
| ---- | -------------------------- | -------------- |
| 1961 | Nelly Sachs                | Svezia         |
| 1963 | Johanna Moosdorf           | Germania       |
| 1965 | Max Tau                    | Norvegia       |
| 1967 | Alfred Andersch            | Svizzera       |
| 1969 | Giorgio Bassani            | Italia         |
| 1971 | Ilse Aichinger             | Austria        |
| 1973 | Paul Schallück             | Germania       |
| 1975 | Elias Canetti              | Inghilterra    |
| 1977 | Hermann Kesten             | Stati Uniti    |
| 1979 | Erich Fromm                | Germania       |
| 1981 | Horst Bienek               | Germania       |
| 1983 | Hilde Domin                | Germania       |
| 1985 | Nadine Gordimer            | Sudafrica      |
| 1987 | Milan Kundera              | Francia        |
| 1989 | Andrzej Szczypiorski       | Polonia        |
| 1991 | David Grossman             | Israele        |
| 1993 | Juan Goytisolo             | Spagna         |
| 1995 | Michael Ondaatje           | Canada         |
| 1997 | Javier Marías              | Spagna         |
| 1999 | Christa Wolf               | Germania       |
| 2001 | Georges Arthur Goldschmidt | Francia        |
| 2003 | Per Olov Enquist           | Svezia         |
| 2005 | Aharon Appelfeld           | Israele        |
| 2007 | Rafik Schami               | Siria/Germania |
| 2010 | Margaret Atwood            | Canada         |
| 2011 | Norman Manea               | Romania        |
| 2013 | Abbas Khider               | Iraq/Germania  |
| 2015 | Marie NDiaye               | Francia        |
| 2017 | Bachtyar Ali Muhammed      | Iraq           |
| 2019 | Non assegnato              |                |
| 2021 | Katerina Poladjan          | Germania       |
| 2023 | Saša Stanišić              | Germania       |